# 7542 Johnpond
7542 Johnpond (tên chỉ định: 1953 GN) là một tiểu hành tinh vành đai chính. Nó được phát hiện bởi Karl Wilhelm Reinmuth ở Landessternwarte Heidelberg-Königstuhl ở Heidelberg, Đức, ngày 7 tháng 4 năm 1953. Nó được đặt theo tên nhà thiên văn học Anh John Pond.